# 北棕櫚泉 (加利福尼亞州)
北棕櫚泉（英語：North Palm Springs）是位於美國加利福尼亞州河濱縣的一個非建制地區。該地的面積和人口皆未知。

## 地理
北棕櫚泉的座標為33°55′22″N 116°32′35″W / 33.92278°N 116.54306°W，而該地的平均海拔高度為263米（即863英尺）。